# 스타니스 이덤보 무잠보
스타니스 이덤보 무잠보 (Stanis Idumbo Muzambo, 2005년 6월 29일 ~ )는 벨기에의 축구 선수이며, 세비야 B에서 공격형 미드필더로 뛰고 있다.